# Roberto Skolmowski
Roberto Stanisław Skolmowski (ur. 8 maja 1957 w Łodzi) – polski reżyser teatralny, dyrektor naczelny i artystyczny Wrocławskiego Teatru Lalek (2007-2011), dyrektor Opery i Filharmonii Podlaskiej (2011-2014).

## Życiorys
W 1981 ukończył studia na Wydziale Lalkarskim wrocławskiej PWST, a w 1988 studia na Wydziale Reżyserii Dramatu krakowskiej PWST. Jego debiutem reżyserskim było Rigoletto, przygotowane w 1987 dla Opery Bytomskiej.
Wyreżyserował m.in. Carmen, Straszny dwór, Chicago. Pracując w Operze i Filharmonii Podlaskiej wyreżyserował „Straszny dwór”, „Traviatę”, „Jasia i Małgosię”, „Korczaka” (musical Chrisa Williamsa).
14 grudnia 2008 na scenie Opery Śląskiej w Bytomiu miała miejsce premiera kantaty scenicznej Carmina Burana Carla Orffa w inscenizacji i reżyserii Roberto Skolmowskiego. Przedstawienie zostało nagrodzone Złotą Maską 2008 w 4 kategoriach, m.in. za reżyserię.
W 2020 odznaczony Srebrnym Krzyżem Zasługi.